# 斯波義廉
斯波義廉（日语：／ Shiba Yoshiro，1445年—？)，是室町时代中期到後期的武將、守護大名。曾任室町幕府管領，並擔任越前、尾張、遠江的守護。義廉出自足利氏一門的渋川氏，父親是渋川義鏡，母親則是山名宗全的伯父山名攝津守（實名不詳）之女。義廉繼承了三管領筆頭的斯波氏武衛家，成為第11代當主。

## 生平

### 家督繼承
享德元年（1452年）九月，斯波氏武衛家第9代當主，斯波義健逝世，享年18歲。由於義健死時未留下嗣子，也使得自斯波義將以來的斯波氏嫡流宣告斷絕:5。同為斯波一門且與義健同齡的斯波義敏在室町幕府及重臣的推舉下繼承了武衛家家督以及越前、尾張、遠江守護職位，並被任命為從五位下左兵衛佐。然而，義敏與分國越前、遠江的守護代甲斐常治不和並發生對立。長祿三年（1459年）五月，義敏未遵從幕府所下達的關東征伐命令，反而攻擊常治位於敦賀城的據點。義敏此舉觸怒了當時的第8代將軍足利義政，因而遭到幕府追討。同年七至八月期間，義敏將家督之位讓與其子松王丸（後來的斯波義寬），自己則是逃往周防投靠大內教弘。
兩年後的寬正二年（1461年）八月二日，松王丸遭廢除，取而代之的是堀越公方執事渋川義鏡之子斯波義廉。十月十六日，義廉在將軍義政的特命下繼承斯波氏家督，同時也被任命為尾張、越前、遠江守護:6:42-43
斯波氏與渋川氏之先祖為同母兄弟（斯波家氏及渋川義顯），兩家在足利一門中關係非常密切，並且擁有同等的高家格。義廉的曾祖母也是斯波義將的女兒。而此次家督繼承問題，普遍被認為與幕府的關東政策有關。由於堀越公方足利政知（義政異母兄）一直面臨軍事力量不足的問題，並向義政提出請求，義政對此作出相關回應。讓義廉繼任家督，做為堀越公方執事的渋川義鏡即得以「斯波氏當主生父」的身份，調動斯波領國遠江的軍力來支持政知。
最初，義政係計畫派遣義敏和常治前往關東，但兩人不僅不服從命令，甚至引發內亂，義政因此罷免義敏，並讓松王丸成為當主。然而，在隨後的長祿三年到四年（1460-1461年）間，遠江發生了今川範將叛亂，這使得關東情勢依然動盪不安，進一步促成了這一決策的背景。
此外，據《大乘院寺社雜事記》寬正二年八月二日條記載，朝倉孝景與甲斐敏光（常治之子）也涉及其中。（註：義政在事前召見了孝景和敏光，將此決定（即讓義廉繼承家督）告知二人。據說，義政還將七個領地賜予孝景，並對今後越前守護代的安排進行了一些指示或交代。這表明義政對孝景和敏光的支持，希望他們在未來的政治事務中發揮作用:5-6。）
然而，儘管義廉繼承了斯波家家督，但在寬正二年（1461年）十月，遠江再次爆發叛亂，這場叛亂直至次年（1462年）在幕府的介入下才得以平息。緊接著，在關東，幕府方的扇谷上杉氏當主上杉持朝與義鏡間發生了政治鬥爭，持朝的重臣三浦時高、千葉實胤、太田道真等人因此隱退。義政認為事態嚴重，於是決定剝奪義鏡的權力。加上在寬正四年（1463年）十一月，義政為生母日野重子舉行百日供養法會（重子於該年八月逝世），施行大赦之故，斯波義敏和松王丸父子從而獲得赦免。這都讓身為養子當主的義廉處境變得更加艱難。

### 失勢與復權
如上所述，義廉繼承家督是幕府關東政策的一部分，然而由於義鏡的失勢，使得立義廉為斯波氏當主的意義幾乎消失，為此義政開始考慮讓義敏復職。
另一方面，被剝奪越前守護職且寄身於周防大內氏的義敏，也在這段時間多次向將軍家請求赦免並希望能夠回到京都。寬正四年（1463年）十一月，幕府一度決定讓義敏回京，但最後未能實現（《雜事記》同年十一月十九日條）。到了寬正六年（1465年）十一月，義敏的赦免問題再次被提出，然因甲斐氏與朝倉氏的強烈反對而被阻止（《私要鈔》同年十一月二十日條）。在這些關於義敏赦免與回京活動的背後，主要是由義政寵臣、幕府政所執事伊勢貞親（他與義敏有姻親關係）以及義敏之子松王丸所入寺的相國寺季瓊真蘂等人所推動。最終，義敏的強烈願望與貞親、真蘂等人的努力終於獲得回報，義敏於同年十二月實現回京，並從九州博多上洛，並在年末拜謁義政（《雜事記》同年十二月晦日條）。翌年文正元年（1466年）七月廿三日，義廉遭到罷免，斯波家的家督之位也重新回到義敏手中。
對此，支持義廉的四職山名氏、一色氏以及土岐氏等守護們，還有甲斐氏、朝倉氏等斯波氏家臣們表現出了強烈的反抗（同年七月廿三日、廿五日條）。因洛內的土倉和酒屋中有許多是伊勢貞親麾下的人，朝倉氏以及打算將女兒嫁給義廉的山名宗全軍隊，便對其進行了襲擊和騷擾。然而，即使在這樣的情況下，義敏的復職活動還是穩步推進。八月廿五日，義敏獲得將軍家頒發的越前、尾張、遠江三國的領土，並與父親持種及弟弟竹王一同出仕幕府（《私要鈔》同年八月廿六日條）。如是，義敏再度被任命為守護，這也導致洛內局勢變得十分緊張，戰爭傳聞四起。
義敏重返政界僅十多天後的文正元年（1466年）九月六日，義敏父子、伊勢貞親父子以及季瓊真蕊等八人，在京都驟然失勢（《雜事記》同年九月七日條、《私要鈔》同年九月七日條）。事件起因於反貞親派的山名勢力，對義視的失勢以及義敏復職等一系列由貞親等人所策劃的陰謀感到憤怒，遂暗中策劃推翻貞親派並起兵反抗。然而，計畫卻被及時察覺，從而導致了這一突如其來的變故。這場文正政變在一天內便宣告結束，山名、朝倉等軍勢得知貞親派逃跑後，再次襲擊洛內的土倉和酒屋，進行掠奪和殺戮。這也成為各地土一揆爆發的導火線。
貞親與義敏一度逃亡至近江，隨後似乎又退至遠江。幕府下令各地在他們的藏匿地點將其處決，且將伊勢氏一派從幕府中驅逐（《私要鈔》同年九月十一日條）。此一處置係受到山名宗全權勢壓力的結果。文正政變後，宗全的影響力大增，並於九月十四日與義廉一起出仕幕府（同年九月十六日條）。同時，宗全與義廉在畠山氏家督繼承問題上選擇支持畠山義就。在義就軍事力量的支持下，義廉於文正二年（1467年）一月八日將當時的管領畠山政長趕下台，自己繼任為管領
在宗全勢力急劇增強之際，也讓三管領之一的細川勝元感到強烈的危機感。勝元在幕府繼任將軍問題上，企圖調解義政與義視之間的對立，並支持兩者。然而，義政的夫人日野富子對此表示反對，且與其子義尚一同投向山名派。隨著足利將軍家內部的分裂，斯波氏也分為義敏派和義廉派，畠山氏也分為政長派和義就派，前者支持細川方，後者則支持山名方。最終，諸大名也各自選擇支持細川方或山名方，雙方陣營逐漸形成，也為即將來臨的應仁之亂拉開帷幕:8-9:43-44。

### 應仁之亂及其後的義廉
應仁元年（1467年）一月十八日，義就與政長在京都北部激烈交戰（御靈合戰）。政長敗北後隱匿起來，宗全派掌握了實權，但勝元派也開始反擊，在五月進攻義廉等宗全派的領地。隨後，雙方各自召集大軍來到京都，並於同月廿六日在京都市街爆發了上京之戰（應仁之亂的開端）。
應仁二年（1468年）七月，義廉因擅自與古河公方足利成氏達成和解，而遭義政剝奪了管領職及三國守護職，但在宗全領導的西軍中仍保有地位，並繼續作為西軍的主力參與各地的戰鬥。然而，在文明三年（1471年）五月，其主要家臣之一的朝倉孝景投向東軍，後來甲斐敏光也於文明七年（1475年）二月歸順東軍，義廉因此陷入孤立。
文明七年（1475年）十一月，義廉前往尾張。依靠尾張守護代織田敏廣的支持，義廉一度將東軍的義敏父子以及織田敏定等勢力暫時驅逐出尾張。然而，隨著義敏與義寬父子勢力的回升，在文明十年（1478年）九月，敏定取代遭撤換的敏廣成為新任尾張守護代。隨後敏定接到幕府「凶徒退治」的命令，便開始率軍攻擊義廉。最終，被幕府視為「凶徒」的義廉與敏廣，喪失了在尾張所有的支持勢力。
此後，義廉的行蹤不明。不過，根據《雜事記》延德三年六月三十日條之內容，在斯波氏の系図中有寫到「渋川殿—義廉—某越前」，這表示義廉在延德三年（1491年）已經去世，因此沒有具體提到他的居所。另一方面，有記載顯示義廉之子被朝倉孝景收養，並前往越前國，這段記錄出現在《雜事記》的文明十三年十一月四日條，這個孩子可能就是系図中提到的「某」。此子自稱榮棟，並在延德二年（1490年）與連歌師正廣在一乘谷會面，這段會面記錄出現在正廣的句集《松下記》中。據說榮棟經由朝倉氏景（孝景之子）之推舉，改名為義俊，並繼承了將軍家分支的鞍谷公方，成為名義上的越前國主:9-18；23:44-49。然而，佐藤圭認為，榮棟和斯波義俊之間存在年代上的矛盾，因此他主張應該重新檢討義俊是否與實際存在的榮棟是同一人物，並且應該考慮義俊的真實性問題。

## 官職及位階等履歷
日期為舊曆
- 寬正二年（1461年）八月二日，繼承家督，並擔任越前、尾張、遠江三國的守護。十月十六日，任治部大輔。
- 文正元年（1466年）七月廿三日，遭罷免。九月十四日，再次繼承家督，恢復越前、尾張、遠江三國守護職位。
- 文正二年（1467年）一月八日，成為室町幕府管領。同年三月五日改元，應仁元年五月，轉任左兵衛佐。
- 應仁二年（1468年）七月十日，管領更替，失去越前、尾張、遠江守護職。但在西軍內仍擔任管領及三州守護。

## 出處
1. 1 2 3 4 5  水藤真. . 2011.
2. ↑  《斯波家譜》
3. ↑  『浜松市史 一』（1968）P.537-538
4. ↑  松原信之（2008）P.42-43
5. 1 2 3  谷口克広. . 2008.
6. ↑  松島周一（2011）P.42
7. ↑  『福井県史 通史篇2 中世』（1994）P.600
8. ↑  木下聡 編（2015）P.262
9. ↑  松原信之（2006）P.38-41
10. ↑  石田晴男（2008）P.144–157；165–174；177–178
11. ↑  渡邊大門（2011）P.75-81
12. ↑  吳座勇一（2020）P.79
13. ↑  『福井県史 通史篇2 中世』（1994）P.608-609
14. ↑  『福井県史 通史篇2 中世』（1994）P.608-609
15. ↑  『福井県史 通史篇2 中世』（1994）P.610-611
16. ↑  竹村紘一（2018）P.3
17. ↑  竹村紘一（2018）P.3
18. ↑  『福井県史 通史篇2 中世』（1994）P.612
19. ↑  小川信（1994）P.155-164
20. ↑  石田晴男（2008）P.200–210；241–244
21. ↑  『福井県史 通史篇2 中世』（1994）P.625
22. ↑  竹村紘一（2018）P.3
23. ↑  吳座勇一（2020）P.185
24. ↑  吳座勇一（2020）P.185
25. ↑  松島周一（2022）P.34
26. ↑  木下聡 編（2015）P.297
27. ↑  木下聡 編（2015）P.292
28. ↑  松原信之（2006）P.44-46
29. ↑  佐藤圭（2000）